# Vranestica
Vranestica (macedónul Вранештица) az azonos nevű község székhelye Észak-Macedóniában.

## Népesség
Vranesticának 2002-ben 438 lakosa volt, melyből 437 macedón és 1 szerb.
Vranestica községnek 2002-ben 1 322 lakosa volt, melyből 1 033 macedón (78,1%), 276 török (20,9%), 13 egyéb.

## A községhez tartozó települések
- Vranestica
- Atista,
- Bigor Dolenci,
- Dupjani (Vranestica),
- Karbunica,
- Kozicsino,
- Krusica,
- Miokazi,
- Orlanci (Vranestica),
- Patec,
- Rabetino,
- Szvetoracse,
- Sztaroec,
- Cselopeci (Vranestica),
- Recsani-Cselopecsko.

A 2013-as közigazgatási módosítások következtében a község megszűnt létezni, s teljes egészében Kicsevo község része lett.